# Phryganea micacea
Phryganea micacea is een fossiele soort schietmot uit de familie Phryganeidae.